# Hans Janstad

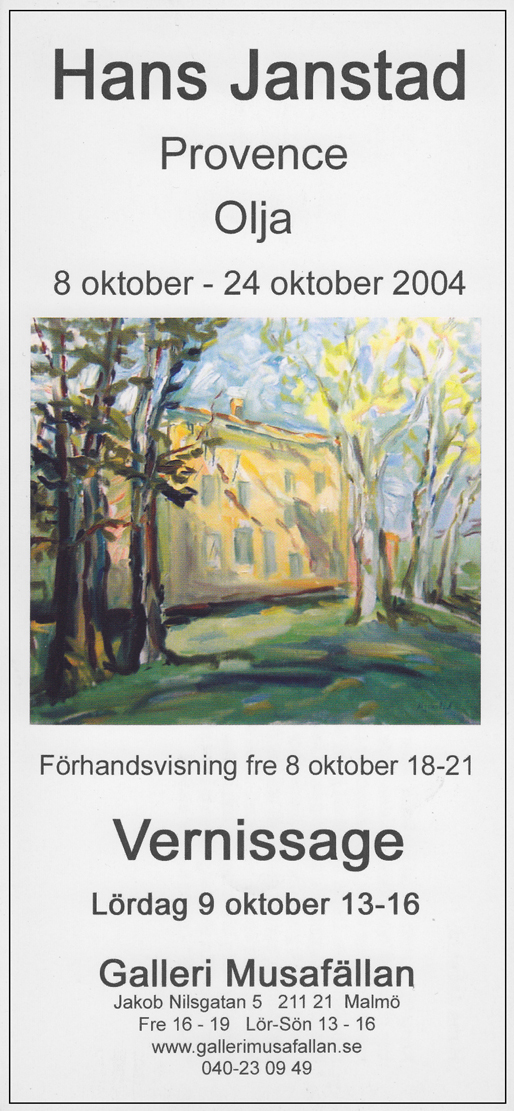
Vernissagekort till en utställning med Hans Janstad 2004.

Hans Janstad, född 10 februari 1935 i Stockholm, är en svensk målare, författare och journalist.
Sina uppväxtår tillbringade han hos morföräldrarna i Limhamn i Skåne. År 1944 flyttade han till modern i Trelleborg. Efter läroverksstudier och gymnasiestudier erhöll han 1952 en volontärplats på Trelleborgs Allehanda 1952. Detta blev inkörsporten till en livslång journalistbana.
1953 erhöll Hans Janstad praktikplats på Skånska Dagbladet i Malmö och året därpå fick han anställning på dagstidningen Arbetet i Malmö. Här var han verksam i 46 år fram till sin pensionering 2000. Vid samma tidpunkt upphörde tidningen. Hans var den journalist var en motor inom journalistiken.Han skrev även som journalist i olika stora Amerikanska konsttidningar. Under tiden på Arbetet verkade han både som illustratör och artikelskrivare. Som journalist arbetade Hans Janstad med ett brett ämnesregister. Mängder med artiklar och reportage rörande malmöitisk och skånsk kulturhistoria är signerade av honom. Utöver detta finns reportage inom ett brett ämnesregister, allt från bidrag till tidningens ”kvinnosida” till bil- och motorcykelartiklar. Något som också låg honom varmt om hjärtat var konstämnet och de sista 15 åren på Arbetet arbetade han huvudsakligen som konstrecensent. 
Konstintresset ledde på 1980-talet till konststudier vid Skånska målarskolan, Arbetarnas bildningsförbunds dagskola Forum och Konstvetenskapliga institutionen i Lund. Under åren har det blivit många utställningar både inom och utom Sverige. Hans Janstad började 1985 måla i Provence, fascinerad av områdets ljus och de varma färgerna i det omväxlande landskapet, med dalar, berg och floder. Speciellt himmeln i Provence karakteriserar han som ha en helt annan hetta än i det kylslagna Norden. Han är numera bosatt både i Carcès i Provence och på Skåre vid Skånes sydkust. I Carcès är hans ateljé inrättad i en liten cabanon, ett tvåhundraårigt stenhus. 
Hans Janstad har erhållit kulturstipendium från Malmö stad och från föreningen "Malmö Konsthall av 1931". Verk har inköpts av bland annat Statens Konstråd, Malmö kommun och Skurups kommun. Som författare har han utkommit med ett tjugotal böcker. Han är medlem av Lukasgillet i Lund.